# Loo (vlek)
Loo is een plaats in de Estlandse gemeente Jõelähtme, provincie Harjumaa. De plaats heeft de status van groter dorp of vlek (Estisch: alevik). Het is veruit de grootste plaats in de gemeente, maar niet de hoofdplaats; dat is Jõelähtme.

## Bevolking
De vlek had 2093 inwoners op 31 december 2011 en 2295 inwoners op 31 december 2021.

## Ligging
Loo ligt aan de rivier Pirita en aan een goederenspoorlijn van Lagedi naar de haven van Muuga.
In de gemeente Jõelähtme ligt ook een dorp Loo. De beide Loo's grenzen niet aan elkaar.

## Geschiedenis
In 1909 nam het landgoed van Saha een stuk land over van het landgoed van Lagedi. In 1923 ontstond op dat stuk land een dorp dat de naam Saha-Loo kreeg. In 1937 was hier een van de grootste kippenboerderijen van Estland gevestigd. In 1977 werd een deel van Lagedi bij Saha-Loo gevoegd en kreeg het dorp onder de naam Loo de status van vlek (alevik).

## Foto's

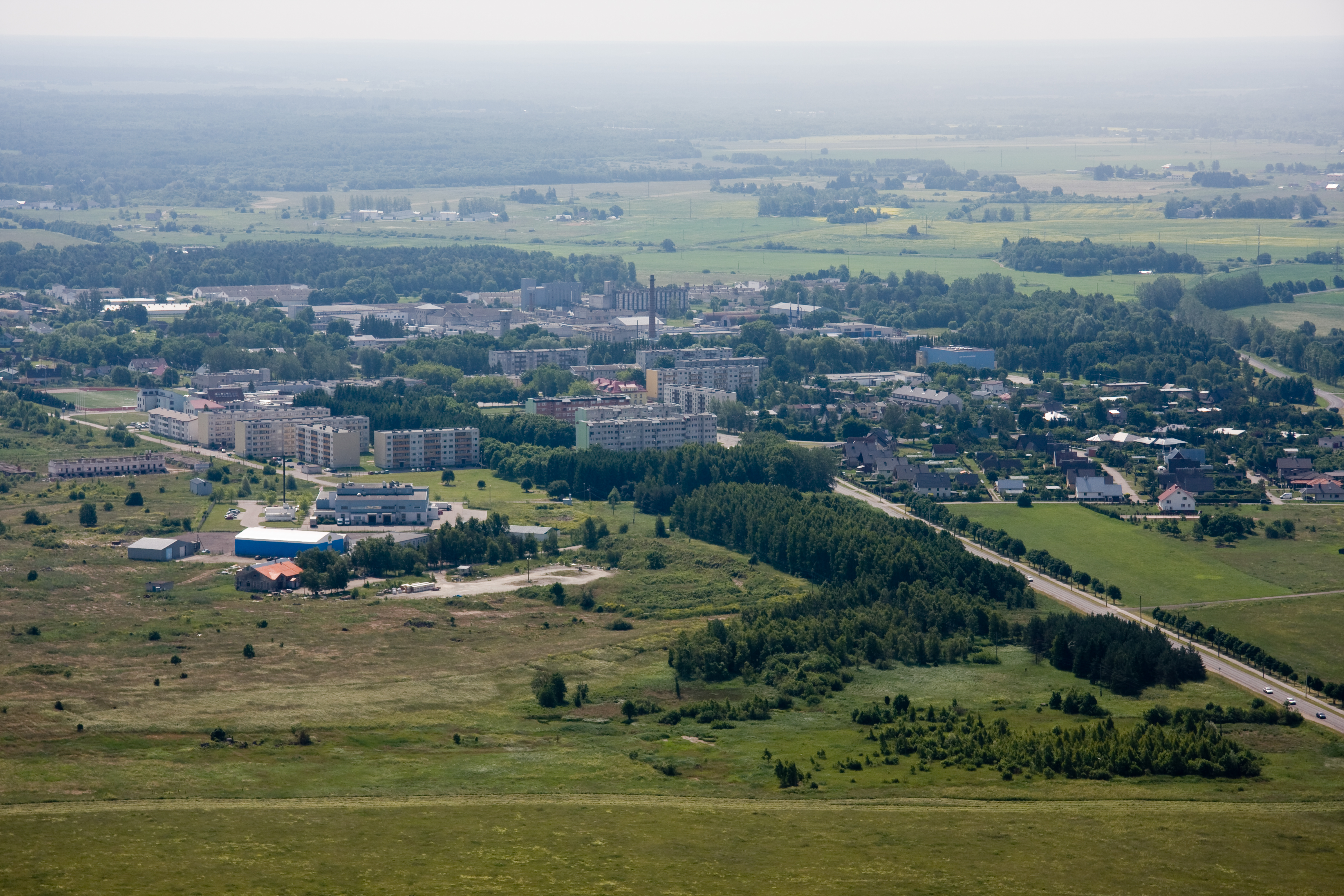
Uitzicht over Loo vanaf de elektriciteitscentrale van Iru
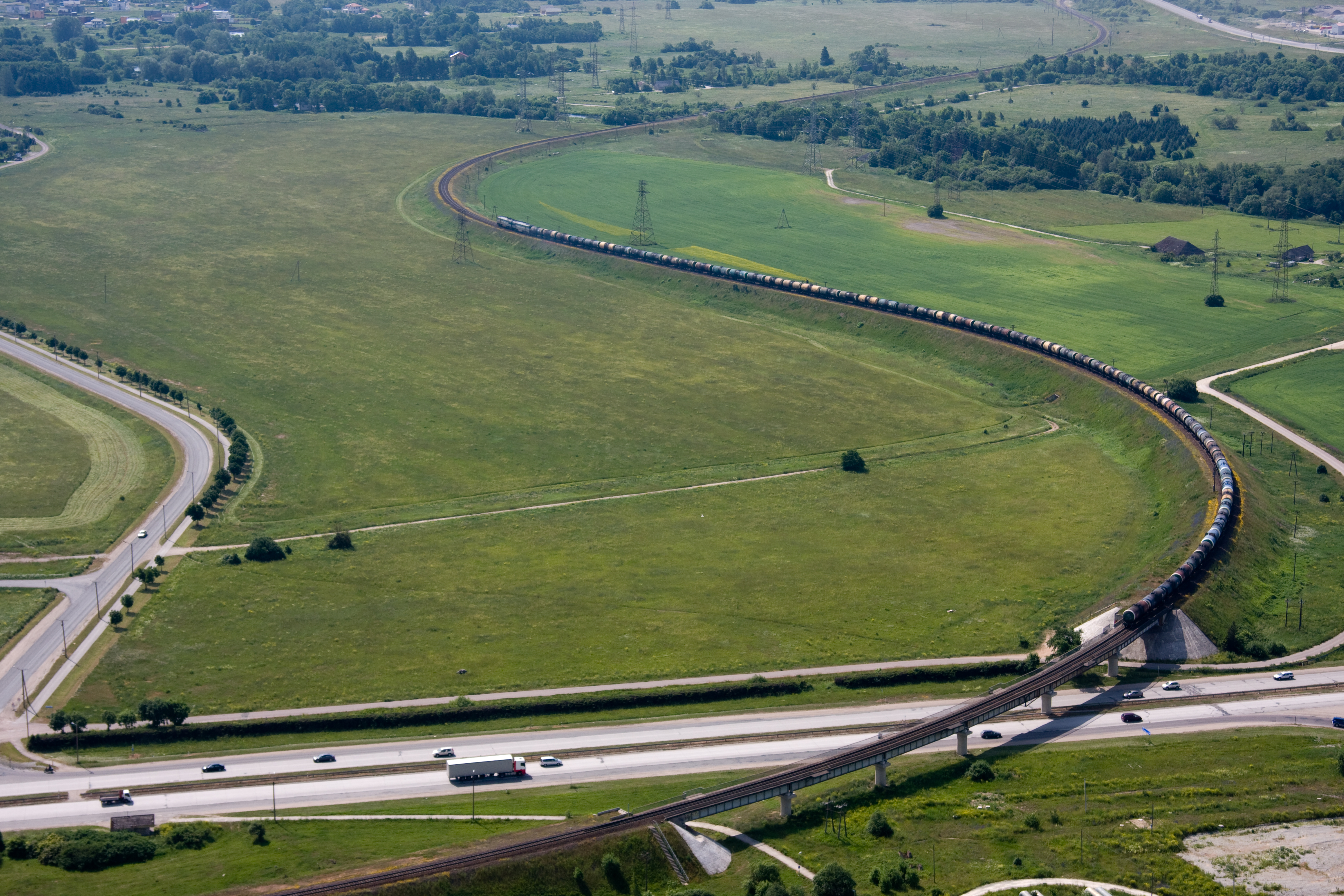
Goederentrein over de spoorlijn van Lagedi naar Muuga
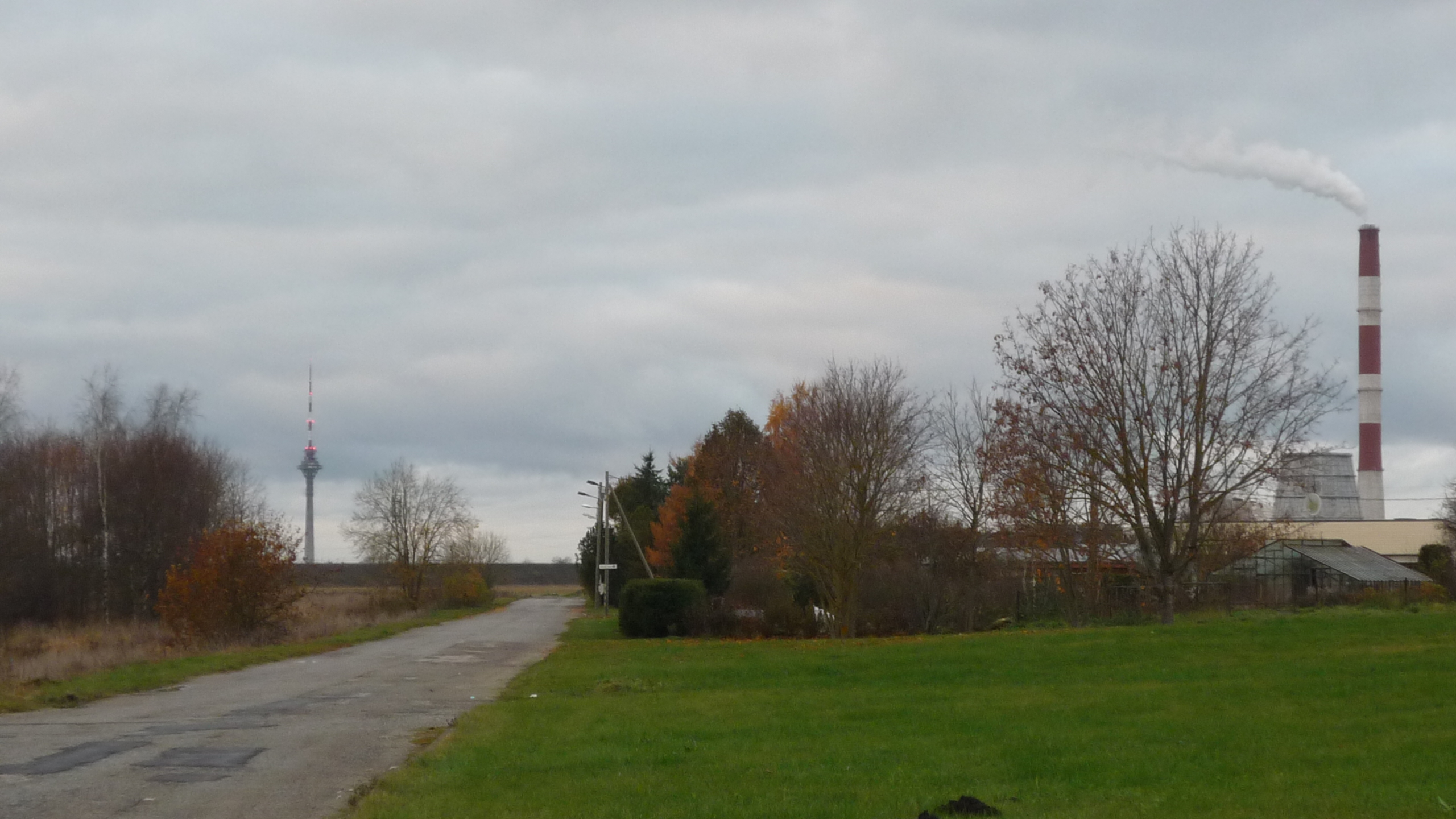
De Pirita tee in Loo. Rechts de elektriciteitscentrale van Iru, links de televisietoren van Tallinn